# Krebs Ridge
Krebs Ridge ist ein Gebirgskamm mit ostwestlicher Ausrichtung an der Wilkins-Küste des Palmerlands auf der Antarktischen Halbinsel. Er bildet die Nordwand des Gurling-Gletschers und endet am südwestlichen Kopfende des Smith Inlet.
Der United States Geological Survey kartierte ihn 1974. Das Advisory Committee on Antarctic Names benannte ihn 1976 nach dem Biologen William N. Krebs, der im Rahmen des United States Antarctic Research Program im Jahr 1972 auf der Palmer-Station tätig war.